# История служанки (фильм)
«История служанки» (англ. The Handmaid's Tale) — кинофильм режиссёра Фолькера Шлёндорфа, вышедший на экраны в 1989 году. Экранизация одноимённого романа Маргарет Этвуд по сценарию нобелевского лауреата Гарольда Пинтера. Лента принимала участие в программе Берлинского кинофестиваля 1990 года.

## Сюжет
Действие происходит в будущем в вымышленном тоталитарном государстве под названием Республика Гилеад, находящемся на территории нынешних США и постоянно ведущем войну с соседними странами. Поскольку в будущем только одна из ста женщин способна иметь ребёнка, в этой республике, представляющей собой христианскую теократию, существует жёсткая система отбора: подходящих женщин из простого народа отправляют в специальные лагеря, где их готовят к исполнению единственной функции — зачатию и рождению детей для представителей привилегированных слоёв населения (чиновников государственного аппарата, военных и так далее), чьи жёны не способны на это. Таких женщин называют служанками, они должны носить одежды красного цвета и исполнять ряд религиозных обрядов. В центре сюжета — бывшая библиотекарша Кейт, которая после неудачной попытки бежать из страны оказывается в лагере для будущих служанок…

## В ролях
| Актёр              | Роль        |
| ------------------ | ----------- |
| Наташа Ричардсон   | Кейт        |
| Фэй Данауэй        | Серена Джой |
| Роберт Дюваль      | Коммандер   |
| Эйдан Куинн        | Ник         |
| Элизабет Макговерн | Мойра       |
| Виктория Теннант   | Тетя Лидия  |
| Бланш Бейкер       | Офглен      |
| Трейси Линд        | Джанин      |
| Рейнер Шене        | Люк         |